# Línea 40 (EMT Madrid)
La línea 40 de la EMT de Madrid une la estación de Tribunal con la estación de Alfonso XIII.

## Características
Esta línea da servicio a una pequeña parte del barrio de Justicia, pasa por el centro del distrito de Chamberí, recorre parte del Paseo de la Castellana y el eje formado por las calles Alberto Alcocer y Costa Rica y circula por la mayor parte de la Avenida de Alfonso XIII.
Desde el 25 de marzo de 2009, con motivo de las obras de peatonalización de la calle Fuencarral y la Red de San Luis, la línea cambió su recorrido en el centro y su cabecera a la calle Barquillo esquina calle de Alcalá. Dos meses después, ante las quejas vecinales, la línea ha visto modificado su recorrido colocando la cabecera en la calle Barceló, junto a la estación de Tribunal.

### Frecuencias
| Lunes a viernes laborables |               |
| De 6:00 a 8:00             | 10-19 minutos |
| De 8:00 a 20:00            | 10-13 minutos |
| De 20:00 a 23:00           | 11-22 minutos |
| Sábados laborables         |               |
| De 6:00 a 9:00             | 16-33 minutos |
| De 9:00 a 21:00            | 15-17 minutos |
| De 21:00 a 23:00           | 16-24 minutos |
| Domingos y festivos        |               |
| De 7:00 a 10:00            | 16-32 minutos |
| De 10:00 a 21:00           | 15-17 minutos |
| De 21:00 a 23:00           | 16-24 minutos |

## Recorrido y paradas

### Sentido Alfonso XIII
La línea inicia su recorrido en la calle Barceló, junto a la estación de Tribunal, enlazando con la línea 149. Por dicha calle circula en dirección este girando al final a la izquierda por la calle Mejía Lequerica, que recorre hasta el final, continuando de frente por la calle Francisco de Rojas, al final de la cual gira a la derecha hacia la calle Luchana, que recorre hasta el final en la Plaza de Chamberí.
Sale de la Plaza de Chamberí por el Paseo de Eduardo Dato hasta la Plaza de Rubén Darío, donde toma la calle Miguel Ángel hasta la intersección con el Paseo del General Martínez Campos, por el que baja hasta la Glorieta de Emilio Castelar, donde se incorpora al Paseo de la Castellana en dirección norte.
La línea circula por el Paseo de la Castellana hasta llegar a la Plaza de Cuzco, donde gira a la derecha para incorporarse a la Avenida de Alberto de Alcocer, que recorre entera así como su prolongación natural tras pasar la Plaza de la República Dominicana, la calle Costa Rica.
Al llegar por la calle Costa Rica a la Plaza de José María Soler, la línea gira a la derecha por la Avenida de Alfonso XIII, que recorre hasta que se junta con la calle de López de Hoyos. En este punto la línea sigue recto unos pocos metros por la calle Corazón de María y gira a la derecha por la calle San Nazario, donde tiene su cabecera.
| Código | Parada                              | Común con       | Conexiones con Metro y Cercanías | Otros |
| ------ | ----------------------------------- | --------------- | -------------------------------- | ----- |
| 5542   | TRIBUNAL (C/ Barceló)               |                 | Tribunal                         |       |
| 280    | Sagasta                             | 37              |                                  |       |
| 3555   | Luchana                             | 37 147          |                                  |       |
| 284    | Plaza Chamberí                      | 147             |                                  |       |
| 286    | Eduardo Dato                        | 147             |                                  |       |
| 288    | Rubén Darío                         | 147             | Rubén Darío                      |       |
| 529    | Miguel Ángel                        | 7 16 61 147     |                                  |       |
| 58     | Emilio Castelar                     | 7 16 147        |                                  |       |
| 56     | Gregorio Marañón                    | 7 14 27 147 150 | Gregorio Marañón                 |       |
| 54     | Museo de Ciencias Naturales         | 7 14 27 147 150 |                                  |       |
| 52     | Nuevos Ministerios-Castellana       | 7 14 27 147 150 | Nuevos Ministerios               |       |
| 50     | Nuevos Ministerios-Centro Comercial | 27 126 147 150  | Nuevos Ministerios               |       |
| 47     | Azca                                | 27 126 147 150  |                                  |       |
| 42     | Lima-Santiago Bernabéu              | 27 126 147 150  | Santiago Bernabéu                |       |
| 44     | Santiago Bernabéu                   | 27 126 147 150  | Santiago Bernabéu                |       |
| 39     | Castellana-Rafael Salgado           | 27 126 147      |                                  |       |
| 37     | Castellana-San Germán               | 27 126 147      |                                  |       |
| 2116   | Cuzco                               | 11              | Cuzco                            |       |
| 293    | Alberto Alcocer-Padre Damián        | 11              |                                  |       |
| 295    | Alberto Alcocer-Paseo de La Habana  | 11              |                                  |       |
| 297    | República Dominicana                | 11              | Colombia                         |       |
| 299    | Chile                               | 7 11            |                                  |       |
| 300    | Costa Rica                          | 7 11 87         |                                  |       |
| 302    | José María Soler                    | 7 11 87         |                                  |       |
| 304    | Aster                               |                 |                                  |       |
| 306    | Alfonso XIII-Alhelíes               |                 |                                  |       |
| 308    | Alfonso XIII-Ramón y Cajal          |                 |                                  |       |
| 310    | Alfonso XIII-Pradillo               | 9 43 72 73      |                                  |       |
| 312    | ALFONSO XIII (C/ San Nazario, 1)    |                 | Alfonso XIII                     |       |

### Sentido Tribunal
La línea inicia su recorrido en la calle San Nazario, continuando por Clara del Rey y girando a la izquierda por la calle Luis de Salazar hasta salir a la calle Corazón de María girando a la izquierda. Circula hasta el final de Corazón de María y sigue de frente por Avenida de Alfonso XIII.
A partir de este punto el recorrido es igual a la ida pero en sentido contrario (Av. Alfonso XIII, Costa Rica, Av. Alberto de Alcocer, Paseo de la Castellana) hasta la Plaza del Doctor Marañón, donde gira a la derecha para circular por la calle Miguel Ángel hasta la Plaza de Rubén Darío.
De nuevo el recorrido es igual al de ida en sentido contrario (Pº Eduardo Dato, Luchana y Francisco de Rojas) hasta llegar a intersección con la calle Sagasta, donde gira a la derecha para circular por la misma hasta la Glorieta de Bilbao, donde gira a la izquierda para circular por la calle Fuencarral, que recorre hasta la intersección con la calle Barceló, donde gira a la izquierda, teniendo su cabecera junto a las bocas de metro de la estación de Tribunal junto con la línea 149.
| Código | Parada                              | Común con       | Conexiones con Metro y Cercanías | Otros |
| ------ | ----------------------------------- | --------------- | -------------------------------- | ----- |
| 312    | ALFONSO XIII (C/ San Nazario, 1)    |                 | Alfonso XIII                     |       |
| 313    | San Nazario                         | 43 72           |                                  |       |
| 311    | Alfonso XIII-Pradillo               | 43              |                                  |       |
| 309    | Alfonso XIII-Ramón y Cajal          |                 |                                  |       |
| 307    | Alfonso XIII-Alhelíes               |                 |                                  |       |
| 305    | Aster                               |                 |                                  |       |
| 303    | José María Soler                    | 7 11 87         |                                  |       |
| 2388   | Costa Rica                          | 7 11 87         |                                  |       |
| 314    | Chile                               | 7 11 87         | Colombia                         |       |
| 298    | República Dominicana                | 11              |                                  |       |
| 296    | Alberto Alcocer-Paseo de La Habana  | 11              |                                  |       |
| 294    | Alberto Alcocer-Padre Damián        | 11              |                                  |       |
| 5882   | Cuzco (Av. Alberto Alcocer)         | 11              | Cuzco                            |       |
| 34     | Cuzco (Pº Castellana)               | 5 27 147        | Cuzco                            |       |
| 36     | Castellana-San Germán               | 5 27 147        |                                  |       |
| 38     | Castellana-Rafael Salgado           | 27 126 147      |                                  |       |
| 41     | Lima-Santiago Bernabéu              | 14 27 147 150   | Santiago Bernabéu                |       |
| 5340   | Azca                                | 14 27 147 150   |                                  |       |
| 48     | Nuevos Ministerios-Centro Comercial | 14 27 147 150   | Nuevos Ministerios               |       |
| 49     | Nuevos Ministerios-Cercanías        | 7 14 147 150    | Nuevos Ministerios               |       |
| 51     | Nuevos Ministerios-Castellana       | 7 14 27 147 150 | Nuevos Ministerios               |       |
| 53     | Museo Ciencias Naturales            | 7 14 27 147 150 |                                  |       |
| 4742   | Gregorio Marañón                    | 7 147           | Gregorio Marañón                 |       |
| 4338   | Miguel Ángel                        | 7 147           |                                  |       |
| 316    | Rubén Darío                         | 147             |                                  |       |
| 287    | Eduardo Dato                        | 147             | Rubén Darío                      |       |
| 317    | Plaza Chamberí                      | 147             |                                  |       |
| 285    | Luchana-Plaza Chamberí              | 147             |                                  |       |
| 282    | Francisco de Rojas                  |                 |                                  |       |
| 281    | Sagasta                             |                 |                                  |       |
| 3373   | Bilbao                              | 149             | Bilbao                           |       |
| 5542   | TRIBUNAL (C/ Barceló)               |                 | Tribunal                         |       |

## Galería de imágenes

Mapa zonal de la estación de metro de Tribunal con los recorridos de las líneas de autobuses, entre las que aparece el 40.
Mapa zonal de la estación de metro de Santiago Bernabeu con los recorridos de las líneas de autobuses, entre las que aparece el 40.